# Murdannia esculenta
Murdannia esculenta är en himmelsblomsväxtart som först beskrevs av Nathaniel Wallich och Charles Baron Clarke, och fick sitt nu gällande namn av Rolla Seshagiri Rao och R.V. Kammathy. Murdannia esculenta ingår i släktet Murdannia och familjen himmelsblomsväxter. IUCN kategoriserar arten globalt som livskraftig. Inga underarter finns listade.